# Losing Game
Losing Game — студійний альбом американського блюзового музиканта Лонні Джонсона, випущений у 1961 році лейблом Bluesville Records. Записаний 28 грудня 1960 року на студії Van Gelder Studio в Енглвуд-Кліффс (Нью-Джерсі).

## Опис
На початку 1960-х років Лонні Джонсон активно записувався на дочірньому лейблі Prestige Bluesville Records після свого повернення до музики. Альбом став третім для Джонсона, випущеним на лейблі після Blues by Lonnie Johnson (1960) і Blues and Ballads (1961), записаного разом з Елмером Сноуденом.
Сесія звукозапису проходила 28 грудня 1960 року на студії Van Gelder Studio в Енглвуд-Кліффс (Нью-Джерсі), а оператором був інженер Руді Ван Гелдер. Альбом складається з 12 пісень, на яких Джонсон співає і грає на гітарі (стандарти «What a Difference a Day Makes» і «Summertime»), за виключенням лише «Evil Woman», на якій він акомпанує собі на фортепіано.

## Список композицій
1. «New Orleans Blues» — 2:24
2. «My Little Kitten Susie» — 2:38
3. «Evil Woman» — 2:30
4. «What a Diff'rence a Day Makes» — 2:29
5. «Moanin' Blues» — 3:59
6. «Summertime» — 3:27
7. «Lines in My Face» — 2:50
8. «Losing Game» — 1:52
9. «New Years Blues» — 2:17
10. «Slow and Easy» — 4:18
11. «Four Walls and Me» — 3:45
12. «You Won't Let Me Go» — 3:04

## Учасники запису
- Лонні Джонсон — вокал, гітара, фортепіано (3)

Технічний персонал
- Руді Ван Гелдер — інженер
- Дон Шліттен — дизайн
- Есмонд Едвардс — фотографія

## Видання
| Країна | Дата | Лейбл                   | Формат | Каталог     |
| ------ | ---- | ----------------------- | ------ | ----------- |
| США    | 1961 | Bluesville              | LP     | BVLP 1024   |
| США    | 1991 | Original Blues Classics | CD     | OBCCD-543-2 |